# End of the Century
End of the Century es el quinto álbum de estudio del grupo norteamericano The Ramones. Fue lanzado el 4 de febrero de 1980 y producido por el productor Phil Spector después de que este se interesó por la banda y se ofreció para producir el álbum. El vocalista Joey Ramone era un admirador de los trabajos que Spector había realizado a lo largo de su carrera, incluyendo álbumes de bandas integradas por chicas y Let It Be de The Beatles. Como un intento de que el disco llegue a puestos elevados y reciba la aceptación general, las canciones llevaron más producción y mayor duración, con un promedio de alrededor tres minutos cada una.
End of the Century alcanzó el 44.º puesto en los charts Billboard 200 de Estados Unidos, y trepo al número 14 en los Charts Británicos, por lo que es el álbum que más alto trepó en los charts de ambos países. A pesar de que su mejor sencillo en los charts fue "Baby, I Love You", las canciones más conocidas son "Do You Remember Rock 'n' Roll Radio?" y la versión de Spector de "Rock 'n' Roll High School".

## Grabación
Se dice que la grabación del álbum fue muy frustrante, tanto para los Ramones como para Phil Spector. En un artículo de la revista  Trouser Press, los miembros de la banda recordaron que fueron acreditados cinco estudios diferentes en los créditos del álbum, pero que finalmente la totalidad de la grabación tuvo lugar en los estudios Gold Star, en esa misma instalación Spector utilizó su clásica "Wall of Sound", método que desarrollaba desde la década de 1960.
El bajista Dee Dee Ramone describió las obsesivas técnicas de grabación de Spector: "Phil se sentaba en la sala de control y a través de los auriculares le hacía escuchar a Marky solo una nota del tambor hora tras hora, tras hora, tras hora". En otro momento, Spector obligó al guitarrista Johnny Ramone a que tocara el acorde inicial de "Rock 'n' Roll High School" cientos de veces.
También se dice que, al principio de las sesiones, Spector tomo de rehenes a los Ramones en su mansión apuntándolos con una pistola. Según Dee Dee, Spector se llevó a Joey a alguna parte de la mansión para tener una reunión privada de tres horas en la cual debatieron el lugar en donde el álbum iba a ser registrado, cuando Dee Dee decidió ir a buscarlos recuerda que Spector se apareció en lo alto de las escaleras gritando y agitando una pistola. Dee Dee escribió más tarde:

Yo me enfrente a Phil y le dije: "No sé cuál es tu maldito problema, estas agitando la pistola por todos lados y haciendo todas estas cosas... Estoy cansado!, me vuelvo a la tropicana". "Tú no vas a ninguna parte" me dijo. Apuntó el arma en mi corazón y luego hizo un gesto para mí y para el resto de la banda para que volvieramos a la sala donde estaba el piano... Luego se sentó en su piano de cola negro y nos hizo escucharlo tocar y cantar la canción "Baby, I Love You", hasta bien pasadas las 4:30 de la mañana.

Dee Dee dijo haber abandonado las sesiones sin haber grabado nada. "Habíamos estado trabajando durante al menos catorce o quince horas al día durante trece días seguidos y todavía no habíamos grabado ni una nota musical", escribió en su autobiografía. Después de enterarse de que supuestamente Johnny había vuelto a Nueva York, Dee Dee escribió que él y el batería Marky Ramone reservaron un vuelo para regresar a sus casas. "Hasta el día de hoy, todavía no tengo idea de cómo se hizo el disco y de quien realmente tocó el bajo en él".
El relato de Dee Dee contradice mucho de la versión que la banda contó en 1982 para la revista Trouser Press, donde declararon que la única pista en la que Johnny, Dee Dee y Marky no participaron fue la versión "Baby, I Love You", ya que la banda, excepto Joey, se habían ido a sus casa después de registrar los tracks que componían el resto del álbum. El único recuerdo constante en ambos relatos es su descontento con sus aportes como compositores en el álbum, citaron específicamente las canciones que hablaban en contra de la guerra tales como "High Risk Insurance" y "Let's Go".
Fue Joey Ramone quién finalmente se quedó a terminar el álbum. Él explicó su razón de querer trabajar con Phil Spector:

Yo estaba muy emocionado al respecto, porque Phil Spector fue una gran inspiración para mí y porque ambos éramos pioneros. Cuando el sonido de Spector llegó todavía había un vacío dando vueltas, Pat Boone no existía hasta que llegó Phil Spector. Fue un cambio a toda esa basura superficial de aquellos años. Cuando nosotros comenzamos a tocar recién comenzaba la Música disco, y el sonido de bandas corporativas como Journey o Foreigner. No había bandas de rock emocionantes, como las que yo crecí escuchando. Creo que a Phil le gustaba ese aspecto de nosotros y creo que en varios aspectos también fue importante para él haber producido nuestro álbum.

"El costo final del álbum fue de $700,000 porque Phil siguió remezclando y remezclando", recordó Joey Ramone. Finalmente Seymour [Stein] le dijo: "Mira, Phil... deja el disco así como está" (ya que Phil no estaba satisfecho con lo que había hecho y quería volver a mezclar todo de nuevo y eso era una locura)."

## Composiciones
"Danny Says" fue escrita por Joey Ramone sobre el vacío de la vida al viajar por la carretera, y es una de las baladas más conocidas y delicadas de la banda, lleva el nombre de "Danny" por el mánager de los Ramones, Danny Fields. "The Return of Jackie and Judy" es la continuación de la canción "Judy Is a Punk" la cual aparece en el álbum debut Ramones, la canción trata de la vida de ambos personajes. "Baby, I Love You" es un cover de The Ronettes grabado en 1963 y producido por Spector. "This Ain't Havana" es la continuación de "Havana Affair", también lanzada en su álbum debut. mientras que la canción "Chinese Rock" es un cover de Johnny Thunders y The Heartbreakers

## Remasterización
El álbum fue remasterizado y relanzado por Rhino Records el 20 de agosto de 2002. Este lanzamiento incluye pistas extras en forma de demos inéditos como uno de "I Want You Around" para la banda sonora de Rock 'n' Roll High School

## Lista de canciones
Todas las canciones escritas y compuestas por Ramones, except where indicated. 
| Side one |                                        |                                           |          |  |
| N.º      | Título                                 | Escritor(es)                              | Duración |  |
| 1.       | «Do You Remember Rock 'n' Roll Radio?» |                                           | 3:50     |  |
| 2.       | «I'm Affected»                         |                                           | 2:51     |  |
| 3.       | «Danny Says»                           |                                           | 3:06     |  |
| 4.       | «Chinese Rock»                         | Dee Dee Ramone, Richard Hell              | 2:28     |  |
| 5.       | «The Return of Jackie and Judy»        |                                           | 3:12     |  |
| 6.       | «Let's Go»                             |                                           | 2:31     |  |
| 7.       | «Baby, I Love You»                     | Phil Spector, Jeff Barry, Ellie Greenwich | 3:47     |  |
| 8.       | «I Can't Make It on Time»              |                                           | 2:32     |  |
| 9.       | «This Ain't Havana»                    |                                           | 2:18     |  |
| 10.      | «Rock 'n' Roll High School»            |                                           | 2:38     |  |
| 11.      | «All the Way»                          |                                           | 2:29     |  |
| 12.      | «High Risk Insurance»                  |                                           | 2:08     |  |

2002 Expanded Edition CD (Warner Archives/Rhino) bonus tracks

| 2002 Expanded Edition CD (Warner Archives/Rhino) bonus tracks |                                               |              |          |  |
| N.º                                                           | Título                                        | Escritor(es) | Duración |  |
| 13.                                                           | «I Want You Around» (Soundtrack Version)      |              | 3:05     |  |
| 14.                                                           | «Danny Says» (Demo)                           |              | 2:19     |  |
| 15.                                                           | «I'm Affected» (Demo)                         |              | 2:47     |  |
| 16.                                                           | «Please Don't Leave» (Demo)                   |              | 2:22     |  |
| 17.                                                           | «All the Way» (Demo)                          |              | 2:31     |  |
| 18.                                                           | «Do You Remember Rock 'n' Roll Radio?» (Demo) |              | 3:43     |  |
| 19.                                                           | «End of the Century Radio Promo»              |              | 0:59     |  |